# 郭庆棻
郭庆棻（1903年—1988年4月5日），山西孝义人，中国化学家，教育家，江西师范大学名誉校长。江西省政协原副主席（1983年－1988年）。第二、三届全国人大代表。

## 生平
1926年毕业于清华大学化学系。1930年获美国伊利諾大學化学硕士学位。回国后历任河南大学教授、系主任，南京药学专科学校教授，中正大学教授、教务长。编写有《化学毒剂及其防御》等书籍。1949年中华人民共和国成立后，历任南昌大学校务委员会副主任、理学院院长，江西师范学院副院长、院长（1979年9月－1983年8月），江西师范大学名誉校长，中国科学院江西分院副院长，江西省第五届人大常委会委员，江西省政协第四届常委、第五届副主席。兼任中国化学学会理事，江西省化工学会副理事长，江西省第二届科学技术协会主席（1980年11月－1987年6月）。1956年10月加入中国民主同盟。曾任民盟江西省第六、七届委员会副主任委员。1988年4月5日在南昌病逝，终年85岁。